# عفنة أجمية
عفنة أجمية (الاسم العلمي:Mucor caespitosus) هي نوع من الفطريات تتبع جنس العفنة من الفصيلة العفنية.